# Angelodesmus costalimai
Angelodesmus costalimai är en mångfotingart som beskrevs av Christoph D. Schubart 1962. Angelodesmus costalimai ingår i släktet Angelodesmus och familjen Chelodesmidae. Inga underarter finns listade i Catalogue of Life.